# Wolxheim
Wolxheim – miejscowość i gmina we Francji, w regionie Grand Est, w departamencie Dolny Ren.
Według danych na rok 1990 gminę zamieszkiwało 795 osób, a gęstość zaludnienia wynosiła 272 osób/km² (wśród 903 gmin Alzacji Wolxheim plasuje się na 331. miejscu pod względem liczby ludności, natomiast pod względem powierzchni na miejscu 624.).